# Androcymbium albanense
Androcymbium albanense là một loài thực vật có hoa trong họ Colchicaceae. Loài này được Schönland miêu tả khoa học đầu tiên năm 1904.